# Ava June
Ava June (* 23. Juli 1931 in London; † 22. Februar 2013 ebenda) war eine britische Opernsängerin in der Stimmlage Sopran.

## Leben und Wirken

### Familie und Ausbildung
June wurde als Ava June Wiggins in Poplar, East London geboren. Ihre Mutter war Schneiderin; ihr Vater arbeitete in der Londoner Johnnie-Walker-Fabrik. Während des Zweiten Weltkriegs wurde sie im Rahmen der Kinderlandverschickung nach Oxfordshire evakuiert.
Im Alter von 14 Jahren verließ sie die Schule und arbeitete anschließend als Näherin bei den West-End-Musicalproduktionen des Entertainers und Komponisten Ivor Novello. Novello hörte sie singen; er drängte sie dazu, professionell Gesangsstunden zu nehmen. Mit 16 Jahren erhielt sie erstmals Gesangsunterricht. Ihre ersten Lehrerinnen waren die südafrikanische Kontra-Altistin Kate Opperman und Dame Eva Turner. Später hatte Joan Cross, die Hauptdarstellerin in den Opern von Benjamin Britten, großen Einfluss auf ihre stimmliche Entwicklung.

### Opernsängerin an der Sadler’s Wells Opera
1953 wurde sie als Choristin an die Sadler’s Wells Opera engagiert, noch als Mezzosopran. 1955 gewann sie den Queen’s Prize für junge Nachwuchssänger. Auf Drängen ihres Lehrers, des Baritons Clive Carey, versuchte sie sich auch an Sopran-Rollen. Zur Spielzeit 1957/1958 wurde sie daraufhin, nach erfolgtem Fachwechsel, als Erste Sopranistin an die Sadler’s Wells Opera verpflichtet. Dort debütierte sie als Leila in der Oper Die Perlenfischer. June blieb bis 1963 Mitglied der Sadler’s Wells Opera. 1963 reiste sie, obwohl als Opernsängerin bereits erfolgreich, gemeinsam mit dem Tenor Alberto Remedios nach Sofia. Dort gewann sie eine Goldmedaille beim Internationalen Gesangswettbewerb für junge Sänger. 1970 kehrte sie zur Sadler’s Wells Opera im London Coliseum zurück; dort blieb sie festes Ensemblemitglied bis 1983. 1984 gab sie ihre Gesangskarriere auf.
June sang auf der Bühne der Sadler’s Wells Opera, seit 1974 English National Opera (ENO), ein breites Repertoire, das Partien in Opern von Wolfgang Amadeus Mozart, Ludwig van Beethoven, das italienische Repertoire, die Hauptwerke von Benjamin Britten sowie Rollen aus dem Bereich der Moderne umfasste.
Zu ihren Hauptrollen gehörten Ilia in Idomeneo (1964; alternierend mit Anne Evans), die Gräfin in Le nozze di Figaro (1965; Dirigent: Charles Mackerras), Donna Elvira in Don Giovanni (mit Raimund Herincx als Partner), Donna Anna in Don Giovanni (1969; Regie: John Blatchley; Dirigent: Charles Mackerras), Marzelline (1959/1960) und Leonore in Fidelio (mit Alberto Remedios als Florestan), Agathe in Der Freischütz (1963), Violetta in La traviata (1962), Marguerite in Faust, Marie in Die verkaufte Braut (1962), Micaëla in Carmen (1962), Mimì und Musette (1957) in La Bohème, die Titelrollen in Madama Butterfly und Tosca (1977), Sieglinde in Die Walküre (Februar 1970 und Juli/August 1973, in der englischsprachigen Fassung von Richard Wagners Der Ring des Nibelungen unter der musikalischen Leitung von Reginald Goodall), Gutrune in Götterdämmerung, Eva in Die Meistersinger von Nürnberg, Tatjana in Eugen Onegin (1961), Lisa in Pique Dame (1966), Marschallin in Der Rosenkavalier (1976; Regie: John Copley, Dirigent: Charles Mackerras), die Titelrolle in Salome (1976; June tanzte selbst den Tanz der sieben Schleier und zog sich dabei aus.), die Titelrolle in Katja Kabanova (1977; Dirigent: Charles Mackerras), Judith in Herzog Blaubarts Burg (1972; mit David Ward als Partner) und Magda Sorel in The Consul (1957). Später übernahm sie auch Charakterrollen, wie die Geneviève in Pelléas et Mélisande und die Berta/Marzelline in Der Barbier von Sevilla.
June war eine bedeutende Interpretin der Frauenrollen in den Opern von Benjamin Britten: Ellen Orford in Peter Grimes, Elizabeth in Gloriana, Lady Billows in Albert Herring und Mrs. Grose in The Turn of the Screw.
1974 sang sie an der ENO neben Dame Janet Baker (in der Titelrolle) die Rolle von Elisabeth I. in der Oper Maria Stuarda; Dirigent war Charles Mackerras. 1981 übernahm sie an der ENO die Rolle der Gräfin Wronskaja in der Uraufführung von Iain Hamiltons Oper Anna Karenina.

### Covent Garden Opera und Gastspiele
1958 gab June ihr Debüt an der Covent Garden Opera in London als Stimme vom Himmel in der Verdi-Oper Don Carlos. Die Inszenierung war von Luchino Visconti; Dirigent war Carlo Maria Giulini. 1958 folgte die Erste Dame in der Oper Die Zauberflöte. Sie trat dort in den Folgejahren immer wieder auf, häufig in Wagner-Partien, so 1974 als Freia in Das Rheingold und als Gerhilde in Die Walküre unter der musikalischen Leitung von Sir Georg Solti. 1970 sang sie die Rolle der Mrs Schomberg in der Uraufführung der Oper Victory von Richard Rodney Bennett. 1983 trat sie zuletzt an der Covent Garden Opera auf, in einer kleinen Rolle in der Oper Der Rosenkavalier.
1960 sang sie die Rolle der Abigaille in der Oper Nabucco, in konzertanten Aufführungen in Edinburgh und Glasgow, mit dem Royal Scottish National Orchestra, unter der musikalischen Leitung von Sir Alexander Gibson. Bei der Scottish Opera sang sie 1965 die Donna Elvira in einer Produktion unter der musikalischen Leitung von Sir Alexander Gibson. Ihre Partner waren Ian Wallace (als Leporello), Donald McIntyre (als Komtur) und Margaret Price (als Zerlina).
Sie trat an der Phoenix Opera (1969 als Gräfin in Le nozze di Figaro), der Welsh National Opera in Cardiff (Violetta in La Traviata in 1968) und an der San Francisco Opera auf; dort gab sie 1974 ihr Debüt als Ellen Orford in Peter Grimes. Diese Rolle sang sie 1975 auch bei der Opera North in Leeds. Sie gastierte an der Volksoper Wien, an der Deutschen Oper am Rhein Düsseldorf-Duisburg, an der Deutschen Oper Berlin, an der Grand Opéra Paris, an der Nationaloper Sofia und an der Nationaloper Zagreb.

### Spätere Karriere
Nach ihrem Abschied von der Bühne unterrichtete sie und war als Coach für jüngere Sänger der ENO tätig. Sie gab Meisterklassen bei der Wagner Society und am National Opera Studio. Sie hatte Lehraufträge am Morley College, am Royal College of Music, am Trinity College of Music und an der Guildhall School of Music and Drama. 1985 wurde sie Professorin für Gesang am Royal Northern College of Music in Manchester; die Professur hatte sie 14 Jahre inne. Sie galt als beliebte und geschätzte Lehrerin.
June war auch als Opernregisseurin tätig. Sie inszenierte unter anderem Roméo et Juliette, La Traviata und Nabucco für die Wilmslow Opera in Cheshire und Die Fledermaus für die Carl Rosa Opera Company. Später leitete sie einen Chor an der University of the Third Age in Twickenham.

### Tondokumente
Für die Schallplatte nahm June, unter der musikalischen Leitung von Sir Colin Davis, die Rolle der Mrs. Grose in Brittens Oper The Turn of the Screw. Die Aufnahme erschien 1981 bei Philips. In Live-Mitschnitten aus der Sadler’s Wells Opera ist sie in Auszügen als Violetta in La Traviata und als Marie in Die verkaufte Braut zu hören. Sie ist auch als Sieglinde in einem Live-Mitschnitt der Oper Die Walküre unter Reginald Goodall zu hören. Die Aufnahme entstand 1973.

### Privates
Ava June war seit den frühen 1950er Jahren mit David Cooper, einem Versorgungstechniker, verheiratet. Er starb 1982. Die Ehe blieb kinderlos. Nach dem Tod ihres Mannes wurde sie aktives Mitglied der London Spiritual Mission in Notting Hill Gate, wo sie auch als Solistin auftrat.
June war Briefmarkensammlerin und hielt lange Jahre Rassekatzen.
June starb im Alter von 81 Jahren im Londoner Stadtteil Twickenham im Südwesten Londons.